# كاستل دي تورا
كاستل دي تورا هي كومونا تقع في مقاطعة رييتي، لاتسيو، إيطاليا.